# أودير (أولوز)
أودير هو دُوَّار يقع بجماعة أولوز، إقليم تارودانت، جهة سوس ماسة في المملكة المغربية. ينتمي الدوّار لمشيخة أولوز التي تضم 58 دوار. يقدر عدد سكانه بـ 74 نسمة حسب الإحصاء الرسمي للسكان والسكنى لسنة 2004.

## روابط خارجية
- البوابة الوطنية للجماعات الترابية
- المندوبية السامية للتخطيط